# Malin Zimm
Malin Helena Pernilla Zimm, född 29 juni 1971 i Stockholm, är en svensk arkitekt, redaktör och skribent. Zimm var chefredaktör och ansvarig utgivare för tidskriften Arkitektur 2019–2022 (utgivare Arkitektur Förlag).
År 2005 disputerade hon vid Kungliga Tekniska högskolan med avhandlingen Losing the Plot – Architecture and Narrativity in Fin-de-Siècle Media Cultures. Avhandlingen diskuterar en protodigital utveckling inom arkitekturen och hämtar exempel på det icke-digitala virtuella rummets existens från det sena 1800-talets litteratur och den tidigaste filmhistorien, där virtuell arkitektur framstår som en kognitiv förmåga snarare än driven av teknologi. Zimm driver sedan 2015 tillsammans med medgrundare Mattias Bäcklin det mobila konst- och arkitekturgalleriet Zimm Hall. Tidigare har Zimm bland annat varit chefredaktör för tidskriften Rum (utgivare It is media).